# بالتروم
بالتروم (به آلمانی: Baltrum) یک شهر در آلمان است که در آوریش واقع شده‌است. بالتروم ۵۰۵ نفر جمعیت دارد.

## نگارخانه

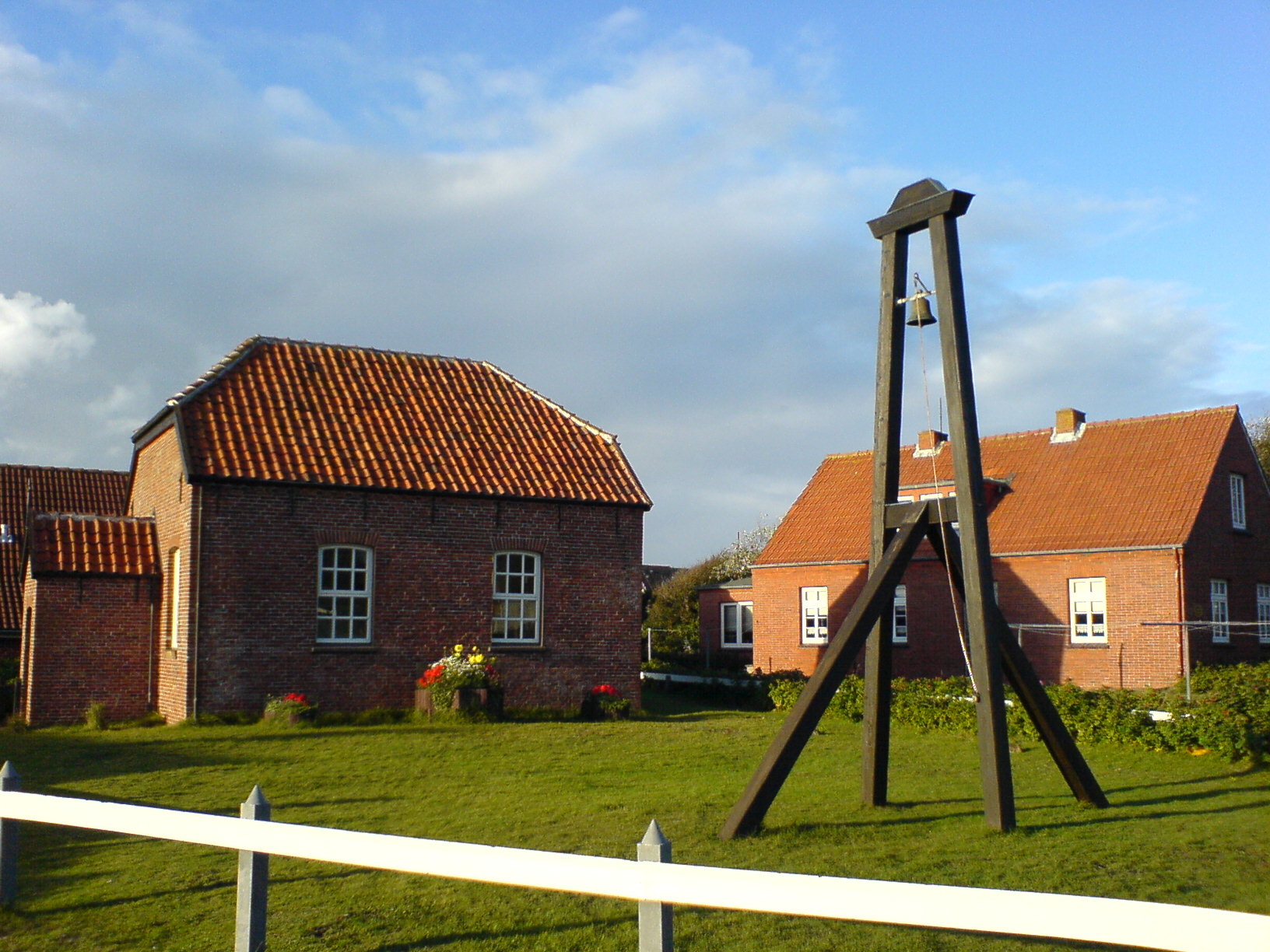
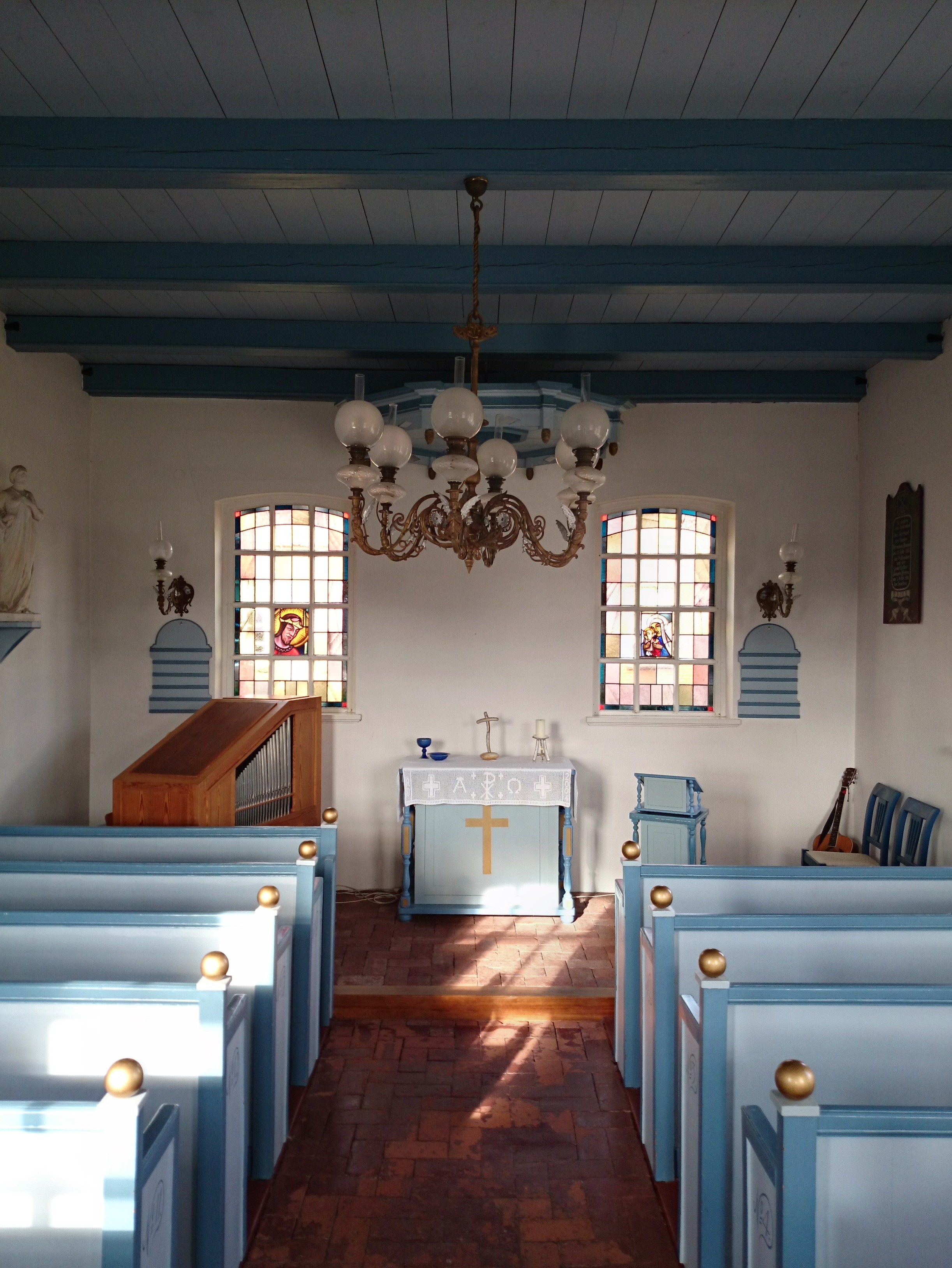
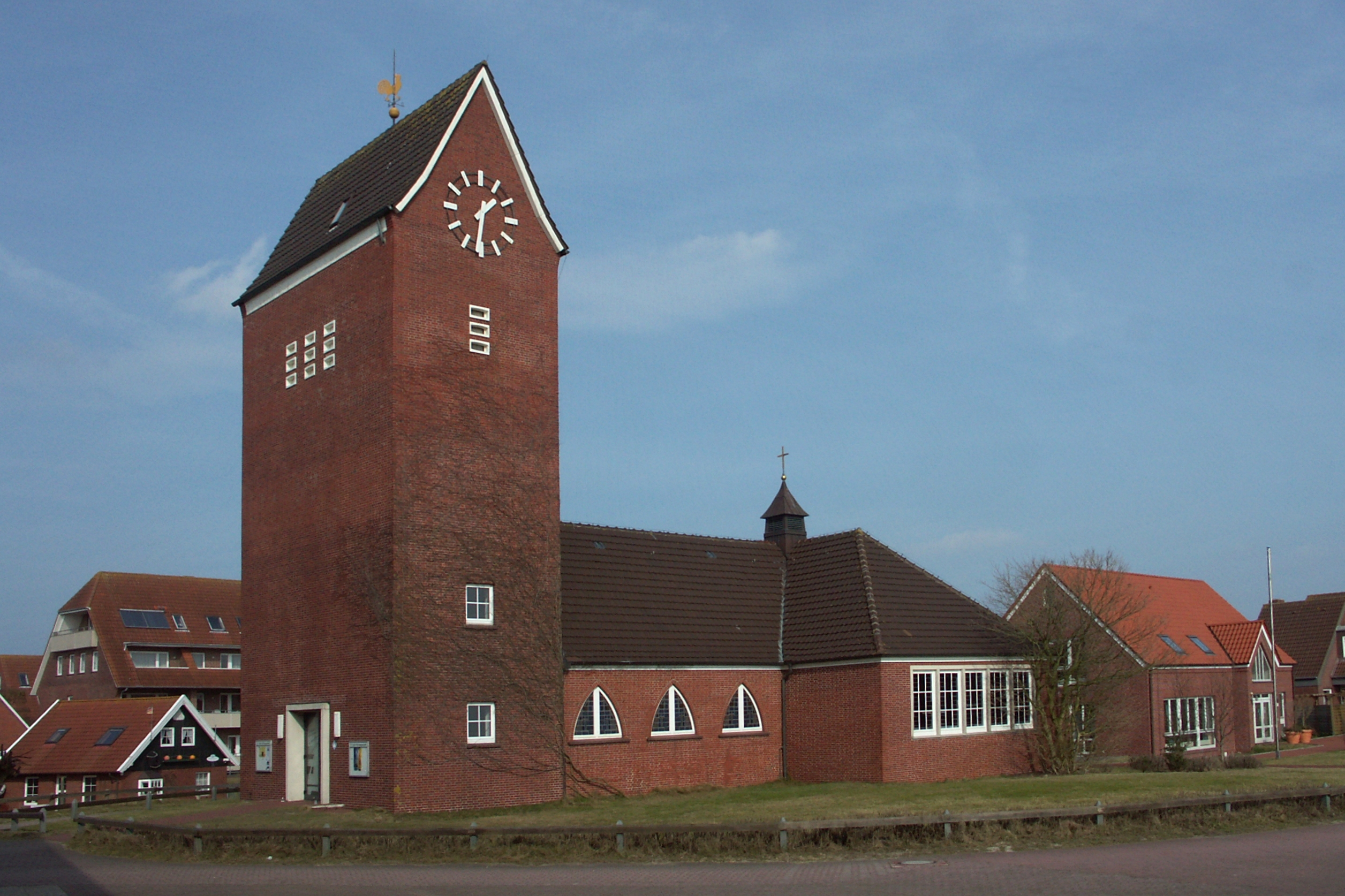
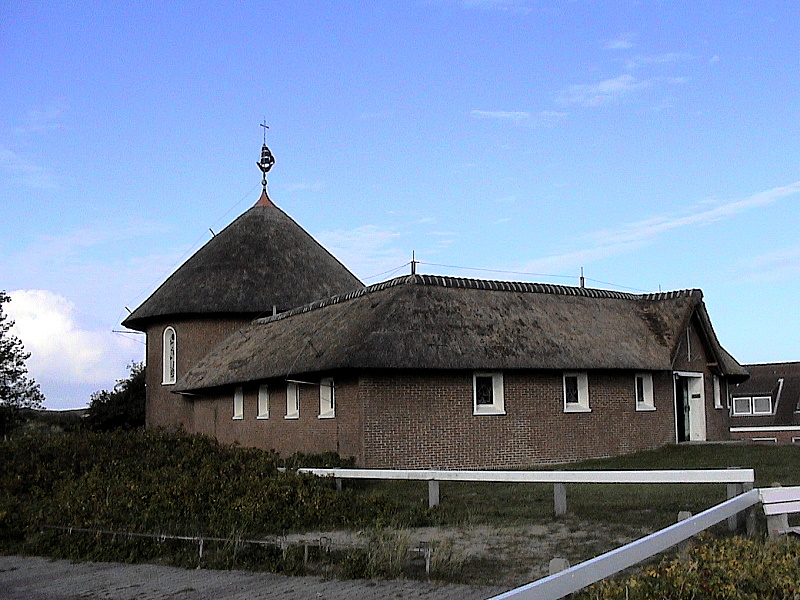
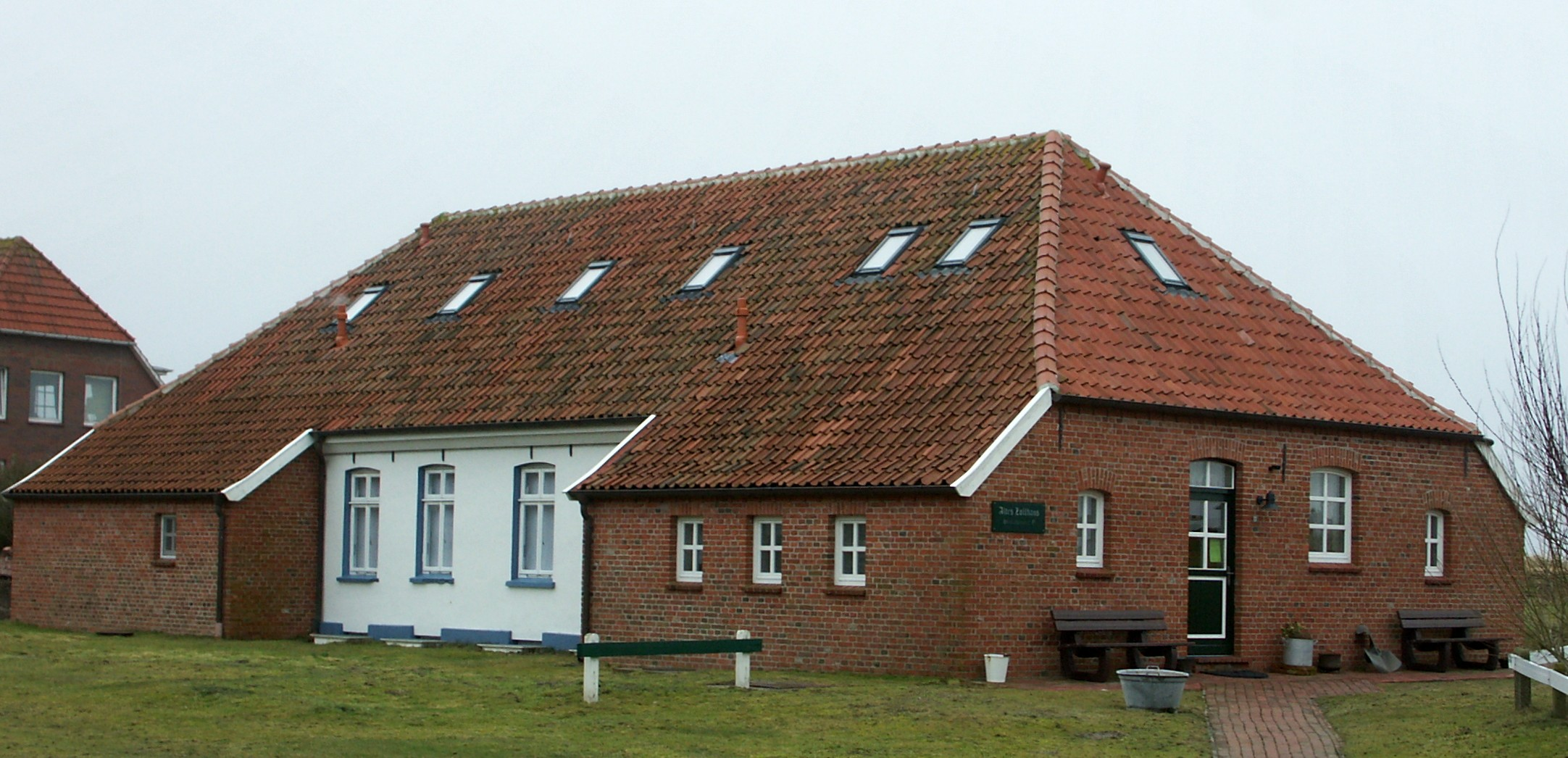
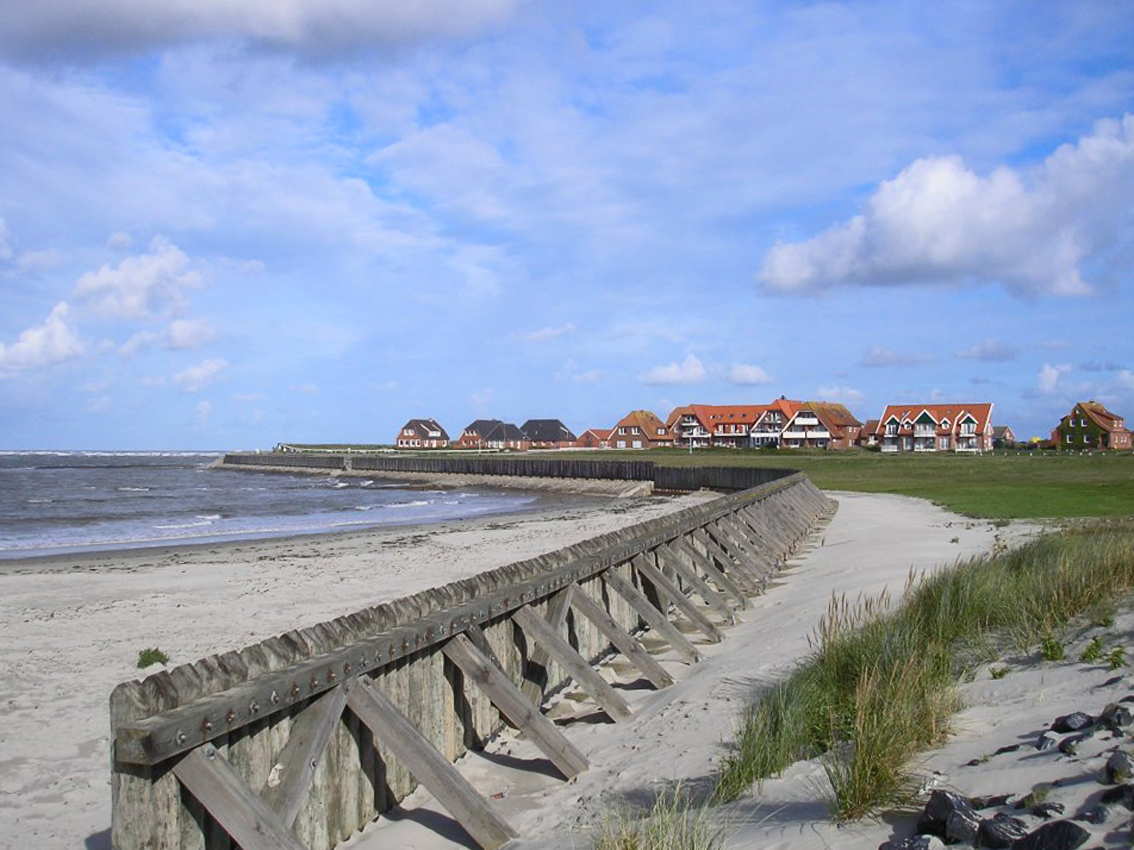
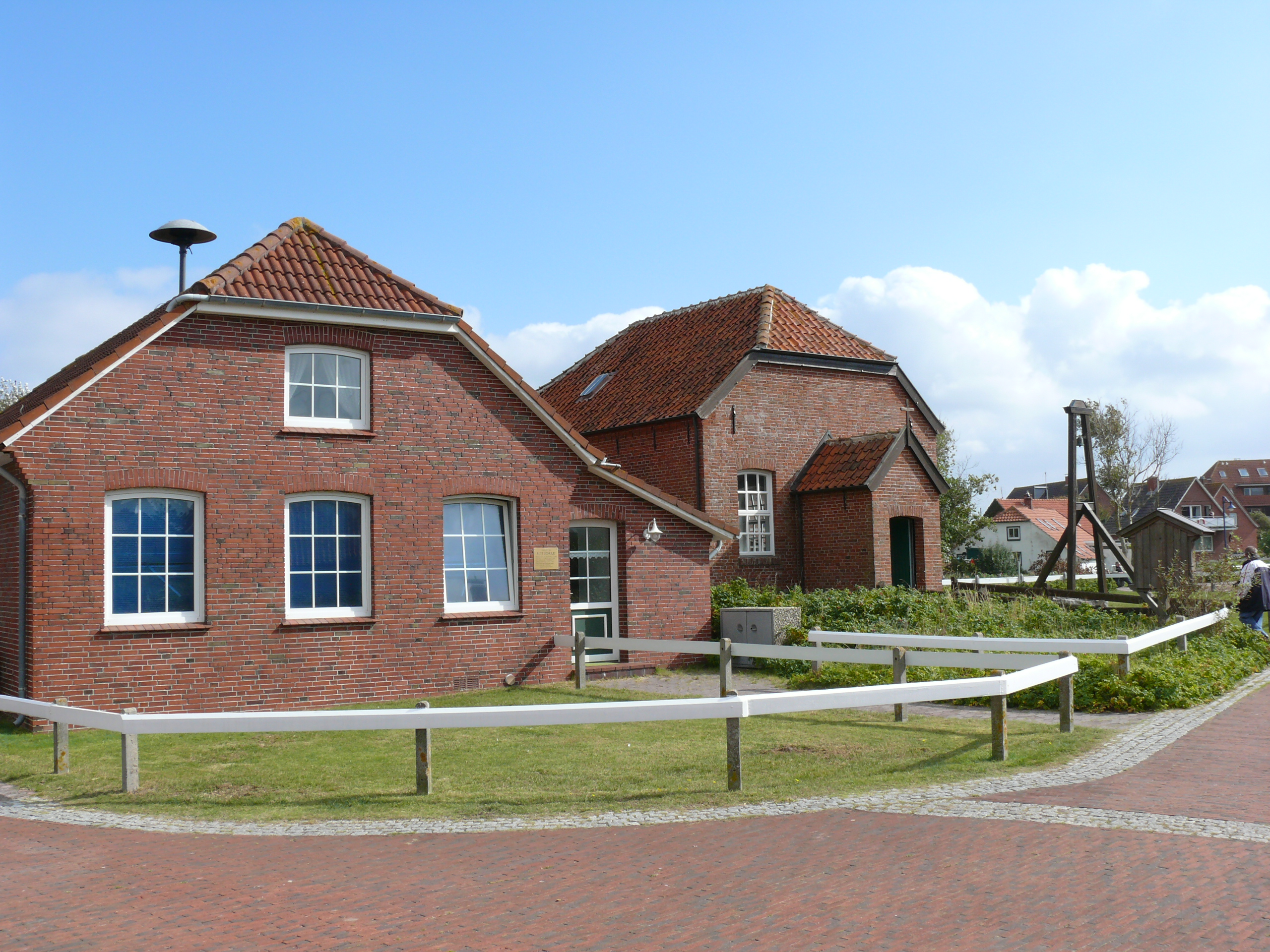
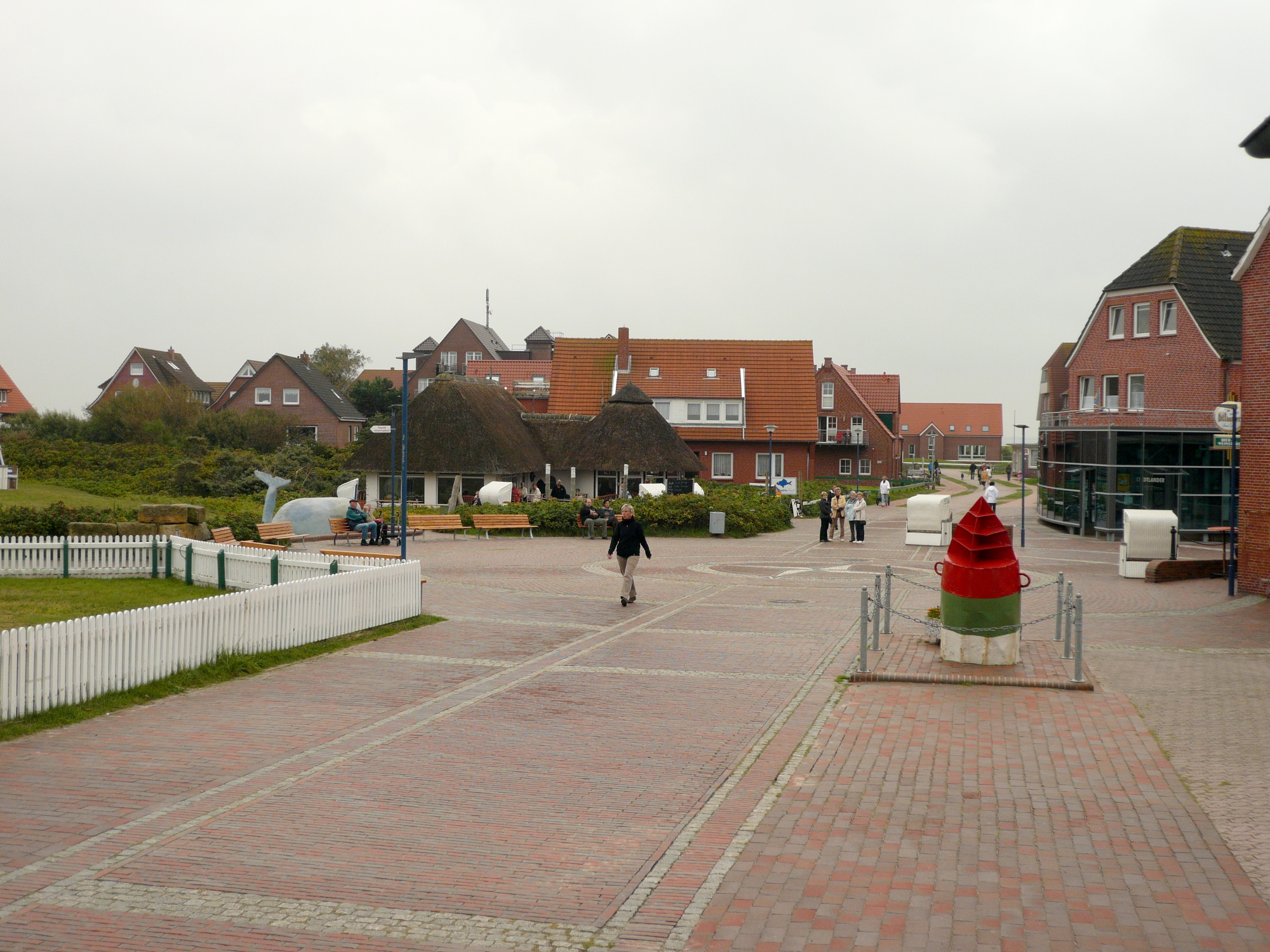